# Philip Reeker

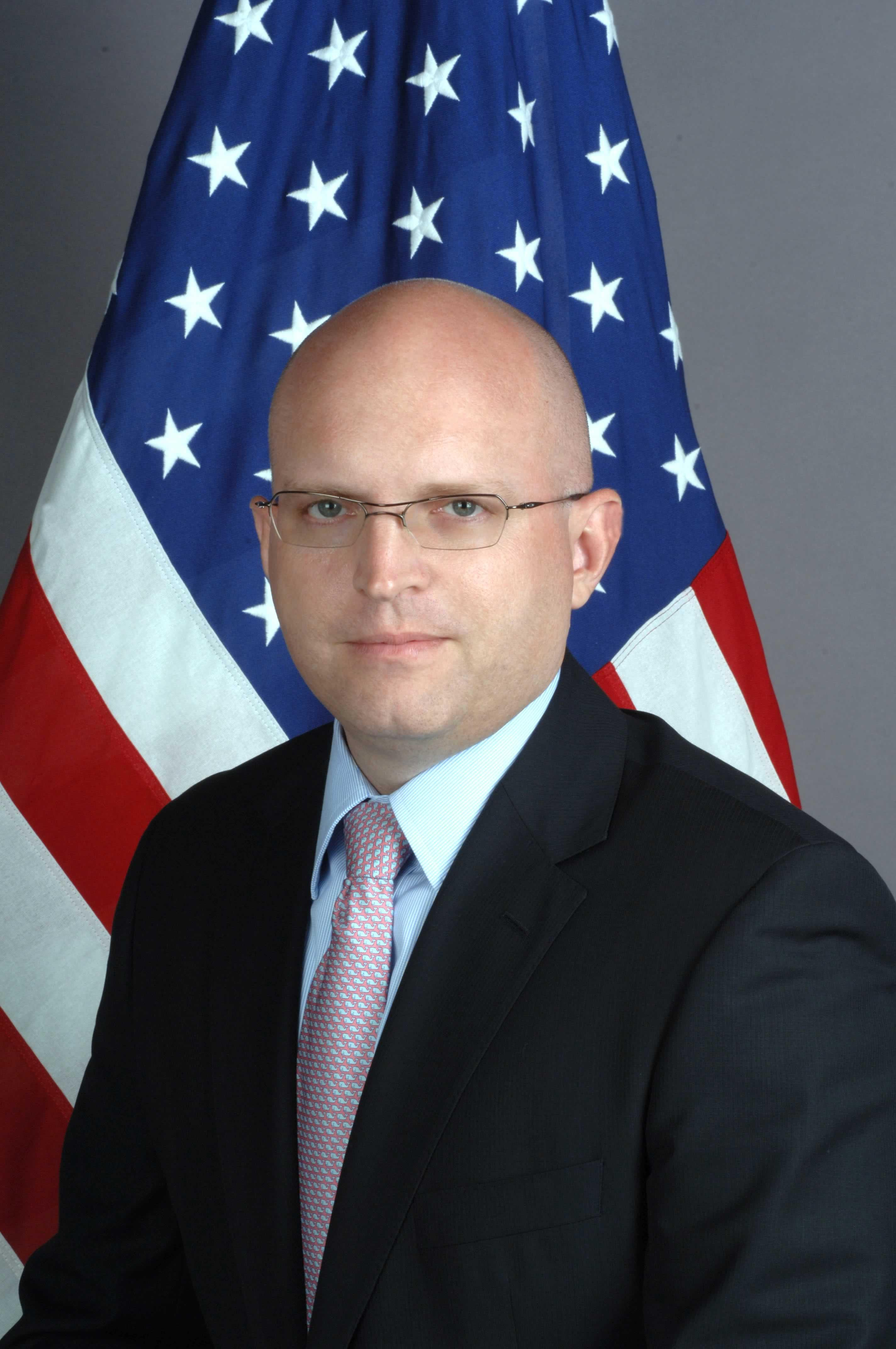
Philip Reeker

Philip Reeker (* 19. Januar 1965 in Pennsylvania) ist ein US-amerikanischer Diplomat und seit dem 1. August 2021 Geschäftsträger a. i. der Botschaft der Vereinigten Staaten in London, Vereinigtes Königreich.
Als künftige Botschafterin ist Jane Hartley, die bereits Botschafterin in Frankreich war, nominiert.

## Leben
Reeker wurde in Pennsylvania geboren und wuchs in verschiedenen amerikanischen Städten auf. Die Oberschule besuchte er in Brisbane, Australien. Seinen Studienabschluss machte er 1986 an der Yale University. Es schloss sich ein Master-Studium an der Thunderbird School of International Management in Arizona an, das er 1991 erfolgreich beendete.
Er spricht Italienisch, Ungarisch, Mazedonisch und Deutsch.

## Laufbahn
Reeker trat 1992 in den Auswärtigen Dienst seines Landes ein. Die frühen Dienstjahre führten ihn an die Botschaften in Budapest und Skopje. 1999 wurde er Leiter der Arbeitseinheit für die Betreuung der Presse im State Department und im Jahr 2000 stellvertretender Pressesprecher und stellvertretender Unterstaatssekretär für Öffentlichkeitsarbeit unter Außenministerin Madeleine Albright und deren Nachfolger Colin Powell.
2004 ging er als Ständiger Vertreter des Botschafters erneut an die Botschaft in Budapest. 2007 schloss sich eine kurze Verwendung als Gesandter für Öffentlichkeitsarbeit an der Botschaft in Bagdad an. Von dort aus wurde Reeker im Jahr 2008 Botschafter in Skopje, Nordmazedonien. Nach Washington D.C. zurückgekehrt wurde er 2011 stellvertretender Unterstaatssekretär (Deputy Assistant Secretary of State) für europäische und eurasische Angelegenheiten mit besonderer Zuständigkeit für den Balkan, Zentraleuropa und Folgen des Holocaust.
2014 ging er als amerikanischer Generalkonsul nach Mailand. Von dort aus wechselte er 2017 nach Stuttgart, wo er ziviler Stellvertreter und politischer Berater des Kommandeurs des U.S. European Command (Oberkommando der US-Truppen in Europa) wurde. Bevor ihm aufgetragen wurde, die Vakanz an der Botschaft in London zu überbrücken, leitete Reeker nach dem Rücktritt von A. Wess Mitchell die Abteilung für Europa und Eurasien des Außenministeriums im Range eines amtierenden Unterstaatssekretärs.

## Auszeichnungen
- Die Joint Chiefs of Staff verliehen Reeker den Joint Distinguished Civilian Service Award (2019).
- Für Verdienste um im Ausland lebende Amerikaner erhielt er den Thomas Jefferson Award (2017)
- Kommandeurskreuz des Verdienstordens der Italienischen Republik (2017)
- Robert C. Frasure Memorial Award für „seinen Einsatz für den Frieden und die Linderung des durch Krieg oder zivile Ungerechtigkeit verursachten menschlichen Leids“ auf dem Balkan (2013)
- Edward R. Murrow Award für Excellenz im Bereich der Public Diplomacy (2003)